# Euphorbia hamaderoensis
Euphorbia hamaderoensis är en törelväxtart som beskrevs av Anthony G. Miller. Euphorbia hamaderoensis ingår i släktet törlar, och familjen törelväxter.
Artens utbredningsområde är Socotra. Inga underarter finns listade i Catalogue of Life.